# Clairol Crown 1981 - Singolare
Il singolare del torneo di tennis Clairol Crown 1981, facente parte dei Tornei di tennis femminili indipendenti nel 1981, ha avuto come vincitrice Chris Evert che ha battuto in finale Hana Mandlíková con il punteggio di 6–4, 6–3.

## Tabellone

### Legenda
| - Q = Qualificato - WC = Wild card - LL = Lucky loser | - ALT = Alternate - SE = Special Exempt - PR = Protected Ranking | - w/o = Walkover - r = Ritirato - d = Squalificato |

|  | Semifinali      | Semifinali      | Semifinali  | Semifinali | Semifinali |  |  | Finale          | Finale          | Finale          | Finale | Finale |  |
|  |                 |                 |             |            |            |  |  |                 |                 |                 |        |        |  |
|  | Chris Evert     | Chris Evert     | Chris Evert | 6          | 6          |  |  |                 |                 |                 |        |        |  |
|  | Pam Shriver     | Pam Shriver     | Pam Shriver | 4          | 3          |  |  | Chris Evert     | Chris Evert     | Chris Evert     | 6      | 6      |  |
|  | Hana Mandlíková | Hana Mandlíková | 6           | 6          | 6          |  |  | Hana Mandlíková | Hana Mandlíková | Hana Mandlíková | 4      | 3      |  |
|  | Andrea Jaeger   | Andrea Jaeger   | 7           | 3          | 4          |  |  |                 |                 |                 |        |        |  |